# Христос Спасител (Баня Лука)
Вижте пояснителната страница за други значения на Христос Спасител.
„Христос Спасител“ (на сръбски: Храм Христа Спаситеља) е катедрална църква в Баня Лука, Република Сръбска, федерация Босна и Херцеговина, в Банялучката епархия на Сръбската православна църква.

## История
Църквата е построена в периода между световните войни в центъра на града. Храмът се изгражда от 1925 до 1929 година, официално е осветен на Спасовден през 1939 година. Резбите на иконостаса са били дело на Гино Чуранов.
По време на Втората световна война храмът е разрушен. През 1993 година започва реконструкция на храма, като на специална церемония присъства и патриарх Павле от Сръбската православна църква. На 26 септември 2004 година в храма е отслужена първата литургия след възстановяването му.